# Elisabeth van Polen (1305-1380)
Elisabeth van Polen (?, 1305 - Boedapest, 29 december 1380) was een dochter van de Poolse koning Wladislaus de Grote en van Hedwig van Kalisch. Zij werd in 1320 de derde echtgenote van koning Karel I Robert van Hongarije. Zij werd de moeder van:
- Karel (1321-)
- Ladislaus (1324-1329), in 1327 gehuwd met Anna van Bohemen, dochter van koning Jan van Bohemen
- Lodewijk I van Hongarije (1329-1382)
- Andreas (1327-1345), in 1333 gehuwd met koningin Johanna I van Napels (1326-1382)
- Stefanus (1329-1354), hertog van Slavonië, Kroatië en Dalmatië.

Haar zoon Lodewijk volgde in 1342 haar echtgenoot op als koning van Hongarije en in 1370 haar broer Casimir als koning van Polen. Samen met hem regeerde zij over Polen en oefende tot bij haar dood een grote politieke invloed uit op hem.